# Сапонијера (Лука)
Сапонијера је насеље у Италији у округу Лука, региону Тоскана.
Према процени из 2011. у насељу је живело 50 становника. Насеље се налази на надморској висини од 1 м.